# Neodiaphlebus dohrni
Neodiaphlebus dohrni är en insektsart som beskrevs av Kästner 1934. Neodiaphlebus dohrni ingår i släktet Neodiaphlebus och familjen vårtbitare. Inga underarter finns listade i Catalogue of Life.